# Bolbocaffer plausibile
Bolbocaffer plausibile är en skalbaggsart som beskrevs av Louis Albert Péringuey 1901. Bolbocaffer plausibile ingår i släktet Bolbocaffer och familjen Bolboceratidae. Inga underarter finns listade.